# David Bach
David Bach (Springfield, 1971/1972) is een Amerikaans professioneel pokerspeler. Hij won onder meer het $50.000 World Championship H.O.R.S.E. van de World Series of Poker 2009 (goed voor een hoofdprijs van $1.276.806,-) en het A$10.000 H.O.R.S.E.-toernooi van de Aussie Millions 2010 (goed voor $94.696,-).
Bach verdiende tot en met juni 2015 meer dan $3.500.000,- in pokertoernooien, cashgames niet meegerekend. Hij luistert naar de bijnaam Gunslinger. Voor Bach ging pokeren, was hij professioneel bowler.

## Wapenfeiten

### World Series of Poker
Bach werd in 1996 prof zette zichzelf op de kaart van het professionele poker tijdens de World Series of Poker (WSOP) 1997. Hij werd daarop dertiende in het $1.500 Seven Card Stud-toernooi en verdiende daarmee zijn eerste WSOP-geldprijs. Het duurde vervolgens acht jaar voor Bach zichzelf nog eens in het geld speelde op de World Series of Poker, maar op de World Series of Poker 2005 haalde hij toen wel voor het eerst een WSOP-finaletafel. Zijn vijfde plaats in het $1.500 Pot Limit Hold'em-toernooi leverde hem daarbij $88.680,- op, op dat moment zijn hoogste geldprijs ooit.
Op de World Series of Poker 2007 miste Bach net de kans om zijn eerste WSOP-titel te winnen. De Canadees Lukasz Dumanski veroordeelde hem toen tot de tweede plaats in het $1.500 Pot Limit Omaha Hi/Lo Split 8 or Better-toernooi. Bach bereikte in het $50.000 World Championship H.O.R.S.E.-toernooi van de World Series of Poker 2009 voor de vijfde keer in zijn carrière een WSOP-finaletafel en ditmaal pakte hij zijn eerste WSOP-titel wel. Aan de finaletafel liet hij daarvoor onder andere Vitaly Lunkin (vierde), Huck Seed (vijfde), Chau Giang (zevende), Erik Seidel (achtste) en Gus Hansen (negende) achter zich.
Bach was op de World Series of Poker 2011 dicht bij het winnen van zijn tweede WSOP-titel. Zijn landgenoot Nick Binger verwees hem in het $5.000 Pot Limit Omaha Hi-Low Split-8 or Better-toernooi niettemin naar de tweede plaats, nadat hij onder anderen Phil Laak (vierde), Nick Schulman (zevende) en de Nederlander Bjorn Verbakel wel achter zich liet aan de finaletafel. Ook speelde Bach zich in 2011 voor het eerst in de prijzen in het Main Event. Zijn 45e plaats was goed voor $196.174,-.
Tijdens de World Series of Poker 2017 wist Bach zowel zijn tweede als zijn derde WSOP-titel te winnen.

### World Poker Tour
De $6.000 No Limit Hold'em Final Day van de Ultimatebet.com Poker Classic in Palm Beach was in september 2004 het eerste toernooi van de World Poker Tour waarop Bach zich in het geld speelde. Hij werd 135e. Op het $9.900 No Limit Hold'em-toernooi van de L.A. Poker Classic 2007 haalde hij voor het eerst een WPT-finaletafel. Met zijn zesde plaats verdiende Bach toen $257.425,-, op dat moment zijn hoogste geldprijs ooit.

### Aussie Millions
Bach begon in januari 2008 met het op zijn conto schrijven van een reeks lucratieve resultaten op de jaarlijkse Aussie Millions. Hij werd dat jaar achtste in het A$1.000 No Limit Hold'em-toernooi en drie dagen later tweede in het A$ 2,000 Pot Limit Hold'em/Omaha/Omaha Hi/Lo-toernooi (achter zijn landgenoot Michael Pesek). Een jaar later ging hij terug naar Australië, om er deze keer achtste te worden met A$1.000 Limit Hold'em en zesde met A$1.000 Pot Limit Omaha. Bach won in januari 2010 vervolgens zijn eerste Aussie Millions-titel door het A$10.000 H.O.R.S.E.-toernooi op zijn naam te schrijven.

## WSOP-titel
| Jaar                       | Toernooi                              | Prijs        |
| -------------------------- | ------------------------------------- | ------------ |
| World Series of Poker 2009 | $50.000 World Championship H.O.R.S.E. | $1.276.806,- |
| World Series of Poker 2017 | $1.500 Dealers Choice 6-Handed        | $119.399,-   |
| World Series of Poker 2017 | $10.000 H.O.R.S.E. Championship       | $383.208,-   |